# Station Legnica Wschód
Station Legnica Wschód is een spoorwegstation in de Poolse plaats Legnica.